# ティルキー・ジョーンズ
ティルキー・ジョーンズ (Tilky Montgomery Jones、1981年6月24日 - ) は、アメリカ合衆国の歌手、俳優。1997年から2001年の間、バンドTake 5 のメンバーであった。

## 経歴
サウスカロライナ州チャールストン生まれ。バンドTake 5 でブレイクした後に演技の勉強を始めた。2003年から2007年の間、彼はCWの連続ドラマ『One Tree Hill』に3回それぞれ違う役で登場した。2010年、『Single Ladies 』のパイロット版に出演することが発表され、2011年の本編でK.C.役を演じた。
2011年1月13日、ABCファミリーの連続ドラマ『プリティ・リトル・ライアーズ』にローガン・リード役で出演。
2012年よりABCのドラマ『ナッシュビル』でヘイデン・パネッティーア演じるジュリエット・バーンズに恋するシーン・バトラーを演じている。

## 出演作品

### 映画
| 年   | 題名                                 | 役          |
| 1994 | Lost Island                          | Jay         |
| 2006 | 守護神 The Guardian                  | Tilky Flint |
| 2008 | ネバー・バックダウン Never Back Down | Eric        |
| 2010 | Every Day                            | Ian         |

### テレビ
| 年        | 題名                                             | 役          | 特記事項           |
| 2000      | Long Shot                                        | 本人役      | リアリティ・ショー |
| 2003–2007 | One Tree Hill                                    | Max         | レギュラー         |
| 2011      | Single Ladies                                    | K.C.        | レギュラー         |
| 2011      | プリティ・リトル・ライアーズ Pretty Little Liars | Logan Reed  | レギュラー         |
| 2012      | ナッシュビル Nashville                           | Sean Butler | レギュラー         |